# Tamamo no Mae

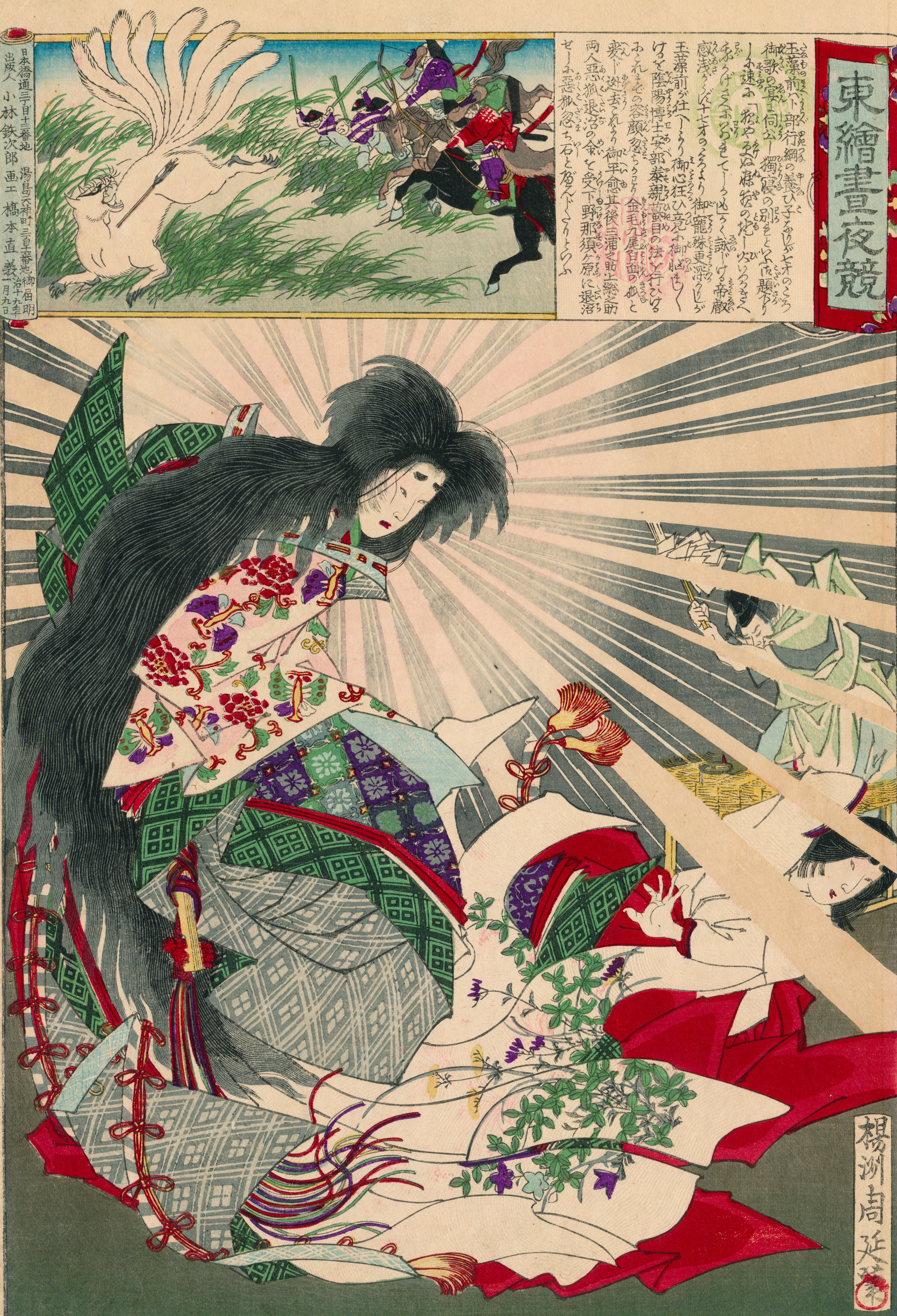
Tamamo-no-Mae (Farbholzschnitt von Chikanobu, 1886)

Tamamo no Mae (jap. 玉藻前) ist eine legendäre Fuchsfrau in der japanischen Mythologie.
Die Legende wird in verschiedenen Versionen erzählt, gemeinsames Element ist jedoch, dass die schöne, talentierte Tamamo no Mae zur Lieblingskonkubine des Exkaisers Toba aufsteigt und ihn beinahe in den Tod treibt, bis ihre Identität als zauberischer Fuchs aufgedeckt wird. Als negatives Beispiel einer Füchsin in Menschengestalt bildet sie das Gegenstück zur aufopfernden Fuchsfrau Kuzunoha.

## Name
Der Name Tamamo no Mae bedeutet wtl. „Hofdame (no mae 前 ist in diesem Fall ein höfischer Titel) Edelstein (tama 玉) – Seegras (mo 藻)“. Er wird u. a. mit „Prinzessin Juwelengras“ oder „Edelstein-Maid“ übersetzt. Tama 玉 kann allerdings auch als versteckter Hinweis auf Tamamos wahre Identität als (Fuchs-)Geist (tama 霊) gedeutet werden.

## Legende und Überlieferungen
Tamamo no Mae gelangt an den kaiserlichen Hof, wo sie zur Lieblingskonkubine des Herrschers aufsteigt. Sie ist nicht nur besonders schön, sondern auch gelehrt und setzt den gesamten Hof durch ihre Kenntnis des Buddhismus in Erstaunen.
In einer Version stellt sie ihre besonderen Fähigkeiten außerdem unter Beweis, als sie den Palast mit von ihrem Körper ausgehenden Licht erleuchtet, nachdem ein heftiger Windstoß alle Lichter gelöscht hat.
Nach einiger Zeit unter ihrem Einfluss erkrankt der Herrscher und ruft Wahrsager und Astrologen zu Hilfe. Abe no Yasuchika, ein Meister der Yin Yang Divination, deckt ihre wahre Identität als Fuchs und ihre bösen Absichten auf. In Fuchsgestalt (als weißer, neunschwänziger Fuchs) flieht sie in die Nasu-Ebene im Norden Japans, wo sie solange gejagt wird, bis sie sich in einen großen Stein verwandelt. Von dem Stein gehen giftige Dämpfe aus, die jedes Lebewesen töten, das in seine Nähe kommt – daher sein Name: „Todesstein“ (sesshōseki 殺生石). Die Legende wurde bereits im Nō-Theater unter dem Titel Sesshōseki dramatisiert und endet mit einer Erlösung der Tamamo no Mae durch den Wanderpriester Gennō Zenji (1329–1400), der damit den Fluch des Todessteins beendet.
Karen Smyers zufolge stammt die früheste geschriebene Fassung der Tamamo-Legende aus dem Jahr 1444. Andere Aussagen dazu finden sich z. B. bei Eisaburo Kusano und S. Akashi. In jedem Fall wurde die Geschichte schon früh dramatisiert und gelangte schließlich auch auf die Bühne des populären Kabuki-Theaters.
Die im Nō, Kabuki und Kyōgen unter den Namen Sesshōseki und Tamamo-no-Mae geführten Stücke beruhen jedenfalls alle auf dem gleichen Stoff der Dame Tamamo. Auch die Ukiyoe-Künstler der Edo-Zeit fanden in der dämonisch-schönen Fuchsfrau ein lohnendes Motiv.

## Historische Vorbilder
Was die Identität des Herrschers angeht, der Tamamo verfällt, wird die Sachlage dadurch kompliziert, dass es sich um den Exkaiser Toba (1103–1156, r. 1107–1128) handelt, während der regierende Tennō sein Sohn, der Kind-Kaiser Konoe (1139–55, r. 1142–55), ist. Da wir uns aber in der Zeit der „regierenden Exkaiser“ (s. Insei-System) befinden, liegt die Macht beim Vater, nicht beim Sohn. Westliche Quellen bringen die beiden Figuren jedoch mitunter durcheinander. Die Gestalt der Tamamo soll auf die Hofdame Fujiwara no Nariko (藤原 得子; 1117–1160) zurückgehen, die ihrerseits großen Einfluss auf Exkaiser Toba hatte.

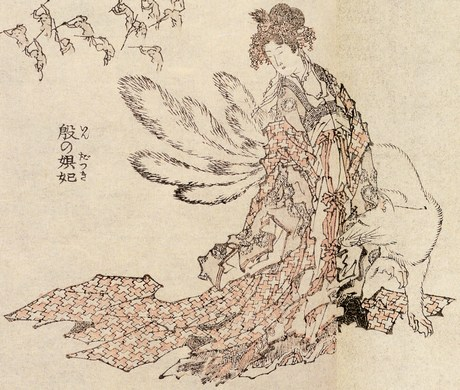
Die Fuchsfrau Daji in einer Darstellung von Hokusai

Die ausführlichsten Varianten der Legende enthalten außerdem den Hinweis, dass Tamamo die Inkarnation einer uralten Fuchsgestalt sei, die schon in Indien und China die jeweiligen Herrscher ins Verderben trieb. Sie wird vor allem mit Gestalt der Baosi (8. Jh. v. Chr.) identifiziert, die laut chinesischen Legenden jedoch eine Art Drachenfrau war, während von der grausamen Hofdame Daji (11. Jh. v. Chr.) auch in China angenommen wird, sie sei ein Fuchs gewesen. Immer jedoch führte der Einfluss der Damen zum Sturz einer Dynastie.
Auch in Japan spielt die Legende in der Zeit, als die politische Führung vom Hof des Tennō in die Hände des Kriegeradels (Samurai) überwechselte. Es mag sein, dass manche vormodernen Historiker versucht waren, diese Umstände dem unheilvollen Einfluss von Hofdamen zuzuschreiben, wie dies die chinesische Geschichtsschreibung tat, und dass dies den Keim der Tamamo-Legende darstellte. Andererseits ging die Dynastie des Tenno nicht vollends unter. In der Tamamo-Legende schwingt daher auch manchmal eine Art nationaler Stolz mit, dass man dem Unwesen dieser Fuchsfrau in Japan ein Ende bereiten konnte und daher über stabilere politische Verhältnisse verfügt als China.